# Darbėnai
Darbėnai jsou městys v západní části Litvy, v severním Žemaitsku, v Klajpedském kraji, okres Kretinga, seniorát Darbėnai, 16 km na sever od okresního města Kretingy. Leží na soutoku řeky Darba a potoka Dubupis. U jižního okraje Darbėnů pramení řeka Tenžė. Městečko leží na křižovatce silnic Kretinga – Skuodas (č. 218) a Palanga – Grūšlaukė; sbíhají se do něj ještě silničky místního významu od vsi Šukė, od vsi Vaineikiai, od vsi Nausėdai, od městysu Laukžemė a od vsi Mažučiai. Od západu se městečku obloukem po jeho západním okraji vyhýbá železniční trať Kretinga – Nausėdai – Skuodas. Městys je městskou památkovou rezervací. V městečku je pošta (PSČ:LT-97023), kostel Svatých apoštolů Petra a Pavla, gymnázium, knihovna (pobočka Kretingské knihovny), pobočka okresního kulturního střediska, poliklinika, lékárna řetězce "Camelia", veterinární lékárna, několik prodejen, kavárna, hostel.

## Dějiny města
Darbėnai jsou poprvé zmiňovány roku 1591. Má se za to, že ves byla založena roku 1566 při valakové (poplužní) reformě. Simonas Daukantas tvrdil, že ještě v roce 1550 se zde rozkládal Palangský hvozd. Roku 1591 je zmiňována ves Darbėnai se statkem. Roku 1621 Jonas Karolis Chodkevičius nechal postavit první dřevěný kostel Svatých apoštolů Petra a Pavla. Roku 1701 kuronský kníže Ferdinand udělil Darbėnům obchodní privilegia, která potvrdil král August II. Od roku 1730 jsou Darbėnai nazývány městysem, který vyrostl na levém břehu Darby, při statku. Tehdy zde byla tržnice, usídlila se zde židovská komunita, která roku 1765 čítala 24 rodin. V roce 1739 zde bylo 20 usedlostí, v roce 1784 zde bylo 77 ohnišť, v roce 1816 108 usedlostí.
Počátkem 19. století byla založena farní škola, v roce 1820 byl při statku postaven vodní kolový mlýn. 13. července 1824 palangské jmění s Darbėnským, Grūšlaukėským a palangskými dvory koupil hrabě Mykolas Juozapas Tiškevičius (* 1761–1839). 

## Původ názvu
Městečko je pojmenováno podle jím protékající řeky Darba pomocí přípony -ėnai.

## Obyvatelstvo
| 1833 | 1841 | 1865  | 1897  | 1923  | 1959  | 1975  | 1979  | 1984  | 1989  | 2001  |
| ---- | ---- | ----- | ----- | ----- | ----- | ----- | ----- | ----- | ----- | ----- |
| 431  | 646  | 1 026 | 2 059 | 1 018 | 1 070 | 1 217 | 1 427 | 1 395 | 1 536 | 1 599 |
|      |      |       |       |       |       |       |       |       |       |       |

## Významné osobnosti

### Zde narozené
- Antanas Barasa, politický, podnikatelský a veřejný činitel (* 1946–2009)
- Nijolė Daugėlienė, agronomka, habilitovaná Doktorka biomedicínských věd (* 1942)
- Irena Daujotaitė, architektka vzhledu okolí (* 1931)
- Zina Jockutė-Martinaitienė, textilní výtvarnice, malířka (* 1934)
- Jūratė Laučiūtė, jazykovědkyně, Doktorka humanitních věd (* 1942)
- Nelė Mazalaitė, spisovatelka (* 1907–1993)
- Romualdas Mišeikis, politický a veřejný činitel Akmenského okresu (* 1941)
- Juozapas Paulauskas, lidový mistr, knygnešys (kontrabanda knih v období zákazu tisku) (* 1860–1945)
- Mindaugas Rojus, zpěvák (tenor/baryton, * 1981)
- Aleksandras Vinkus, grafik lidového umění
- Aleksandras Vitkauskas, divadelní režisér, herec (* 1887–1943)
- Ona Vitkauskytė, vydavatelka litevských pohlednic
- Dovydas Volfsonas, sionistický činitel

### Zde bydleli
- Marijonas Daujotas, lesník a hajný (věnoval se zalesňování dun u Palangy a Šventoji borovicí, * 1891–1975)
- Kazys Eitutavičius, farář, šiřitel litevského tisku (* 1833–1906)
- Mykolas Karosas, farář, šiřitel litevského tisku (* 1878–1955)
- Mykolas Rauchas, pedagog, etnograf
- Jonas Šimkus, spisovatel, novinář a redaktor (* 1906–1965)
- Mykolas Šiuipys, farář, šiřitel zakázaného litevského tisku
- Fabijonas Šulcas, pedagog, výtvarník
- Jurgis Valašinskas, farář, v roce 1864 vyhnán na m. Sibiř

## Galerie

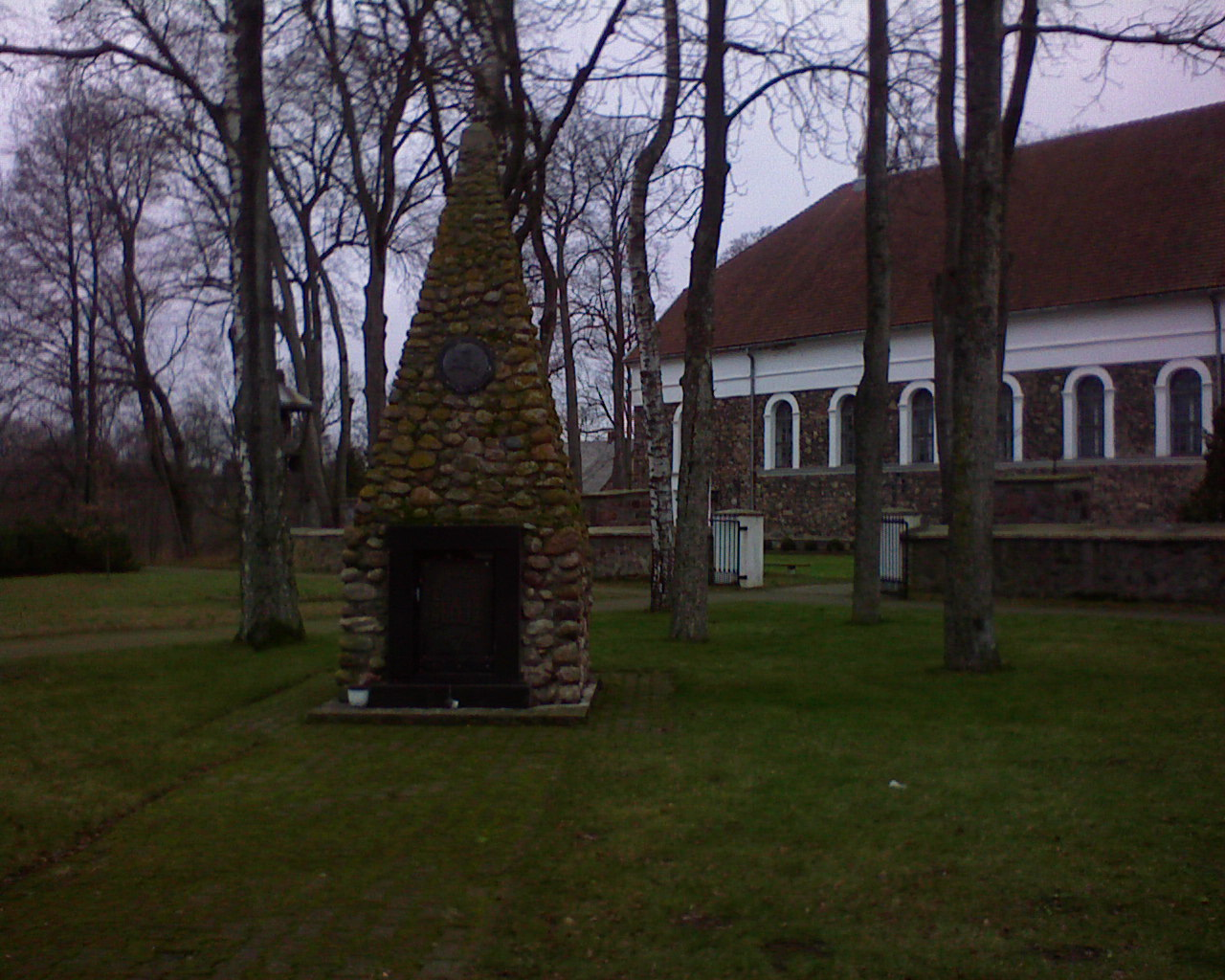
Pomník nezávislosti
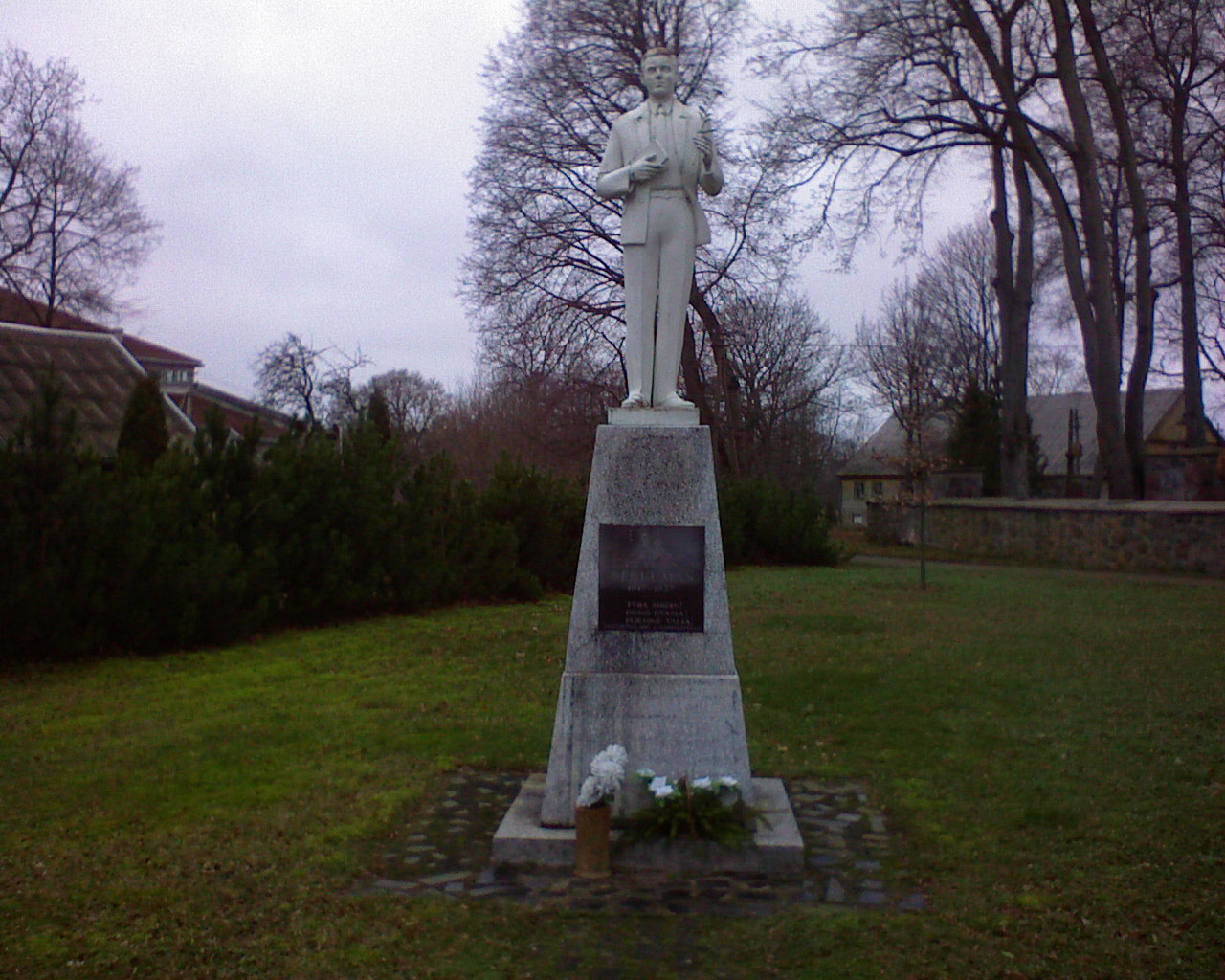
Pomník u kostela
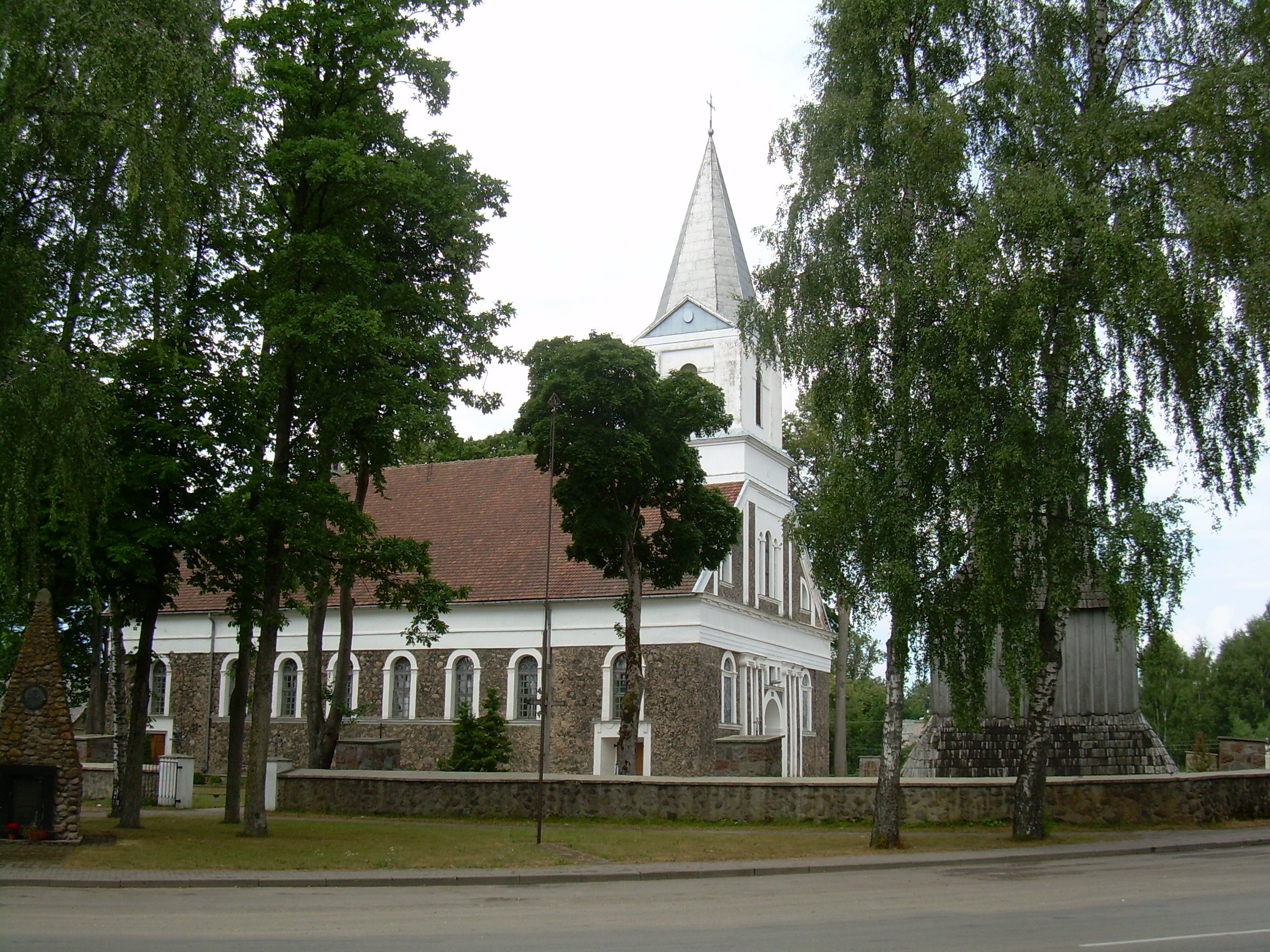
Kostel Svatých apoštolů Petra a Pavla